# 蕭大臨
蕭 大臨（しょう だいりん、527年 - 551年）は、南朝梁の皇族。南海王。字は仁宣。

## 経歴
簡文帝蕭綱の四男として生まれた。母は左夫人。大同2年（536年）、寧国県公に封じられた。11歳のときに母が死去すると、喪に服して哭泣し、背骨の立つまで痩せ衰えて、孝行なことで知られた。後に国学に入学し、明経の射策甲科に及第した。中書侍郎に任じられ、給事黄門侍郎に転じた。大同11年（545年）、長兼侍中となった。軽車将軍・琅邪彭城二郡太守として出向した。太清2年（548年）、侯景の乱が起こると、使持節・宣恵将軍となり、新亭に駐屯した。まもなく建康に召還され、端門に駐屯し、都督城南諸軍事をつとめた。ときに城外の財物を収容して将士に賞与しようという議論が起こったが、大臨はひとり「物で士を賞するなら、牛で軍をねぎらうべきだ」と言って、牛1000頭あまりを取って屠り、城内の兵士たちを饗応した。太清3年（549年）6月、南海郡王に封じられた。7月、使持節・都督揚南徐二州諸軍事・安南将軍・揚州刺史として出向した。後に安東将軍・呉郡太守に転じた。張彪の反乱が会稽で起こったため、大臨は陸令公や庾孟卿らの意見を容れて張彪を撃破した。大宝2年（551年）8月、呉郡で侯景の部下に殺害された。享年は25。

## 伝記資料
- 『梁書』巻44 列伝第38
- 『南史』巻54 列伝第44